# Codice ATCvet QI11
Il codice ATCvet QI11 "Immunologici per Roditori" è un sottogruppo del sistema di classificazione Anatomico Terapeutico e Chimico, un sistema di codici alfanumerici sviluppato dall'OMS per la classificazione dei farmaci e altri prodotti medici. Il sottogruppo QI11 fa parte del gruppo anatomico QI, farmaci per uso veterinario Immunologici.
Numeri nazionali della classificazione ATC possono includere codici aggiuntivi non presenti in questa lista, che segue la versione OMS.

## QI11A Ratti

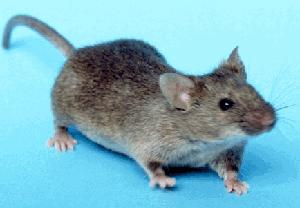
Topo

Gruppo vuoto

## QI11B Topi
Gruppo vuoto

## QI11C Porcellini d'India
Gruppo vuoto

## QI11X Roditori, altri
Gruppo vuoto